# Jednostki Ochotniczej Straży Pożarnej na terenie powiatu chełmińskiego
Na terenie powiatu chełmińskiego funkcjonuje 29 jednostek Ochotniczych Straży Pożarnych. Czternaście z nich należy do Krajowego Systemu Ratowniczo-Gaśniczego. Obszar chroniony wynosi ok. 527,62 km², na którym zamieszkuje 51 tys. mieszkańców. 
Miasto Chełmno:
- OSP Chełmno – rok zał. 1875
- OSP FAM Chełmno

Gmina Chełmno (gmina wiejska):
- OSP Bieńkówka (KSRG) – rok zał. 1985
- ZOSP Adriana Kosowizna
- OSP Nowawieś Chełmińska (KSRG) – rok zał. 1918
- OSP Podwiesk (KSRG) – rok zał. 1935
- OSP Starogród – rok zał. 1918

Gmina Kijewo Królewskie (gmina):
- OSP Brzozowo (KSRG) – rok zał. 1920
- OSP Kijewo Królewskie (KSRG) – rok zał. 1911
- OSP Płutowo
- OSP Trzebcz Szlachecki (KSRG) – rok zał. 1947

Gmina Lisewo (gmina):
- OSP Bartlewo – rok zał. 1955
- OSP Drzonowo – rok zał. 1928
- OSP Krajęcin - rok zał. 1954
- OSP Linowiec – rok zał. 1956
- OSP Lipienek (KSRG) – wznowienie działalności 1978
- OSP Lisewo (KSRG) – rok zał. 1898
- OSP Malankowo – rok zał. 1924
- OSP Mgoszcz – rok zał. 1968
- OSP Pniewite – rok zał. 1926
- OSP Strucfoń – rok zał. 1977

Gmina Papowo Biskupie (gmina):
- OSP Dubielno – rok zał. 1918
- OSP Firlus – rok zał. 1982
- OSP Papowo Biskupie (KSRG) – rok zał. 1928

Gmina Stolno (gmina):
- OSP Małe Czyste
- OSP Paparzyn
- OSP Robakowo (KSRG)
- OSP Rybieniec (KSRG)

Gmina Unisław (gmina):
- OSP Grzybno (KSRG) – rok zał. 1956
- OSP Kokocko (KSRG) – rok zał. 1937
- OSP Unisław (KSRG) – rok zał. 1919

Prezesem Zarządu Powiatowego ZOSP RP jest dh Sławomir Stachewicz.
Komendantem Powiatowym Państwowej Straży Pożarnej jest st.bryg. mgr inż. Karol Utrata